# Турач тропічний
Тура́ч тропічний (Pternistis squamatus) — вид куроподібних птахів родини фазанових (Phasianidae). Мешкає в Африці на південь від Сахари.

## Опис

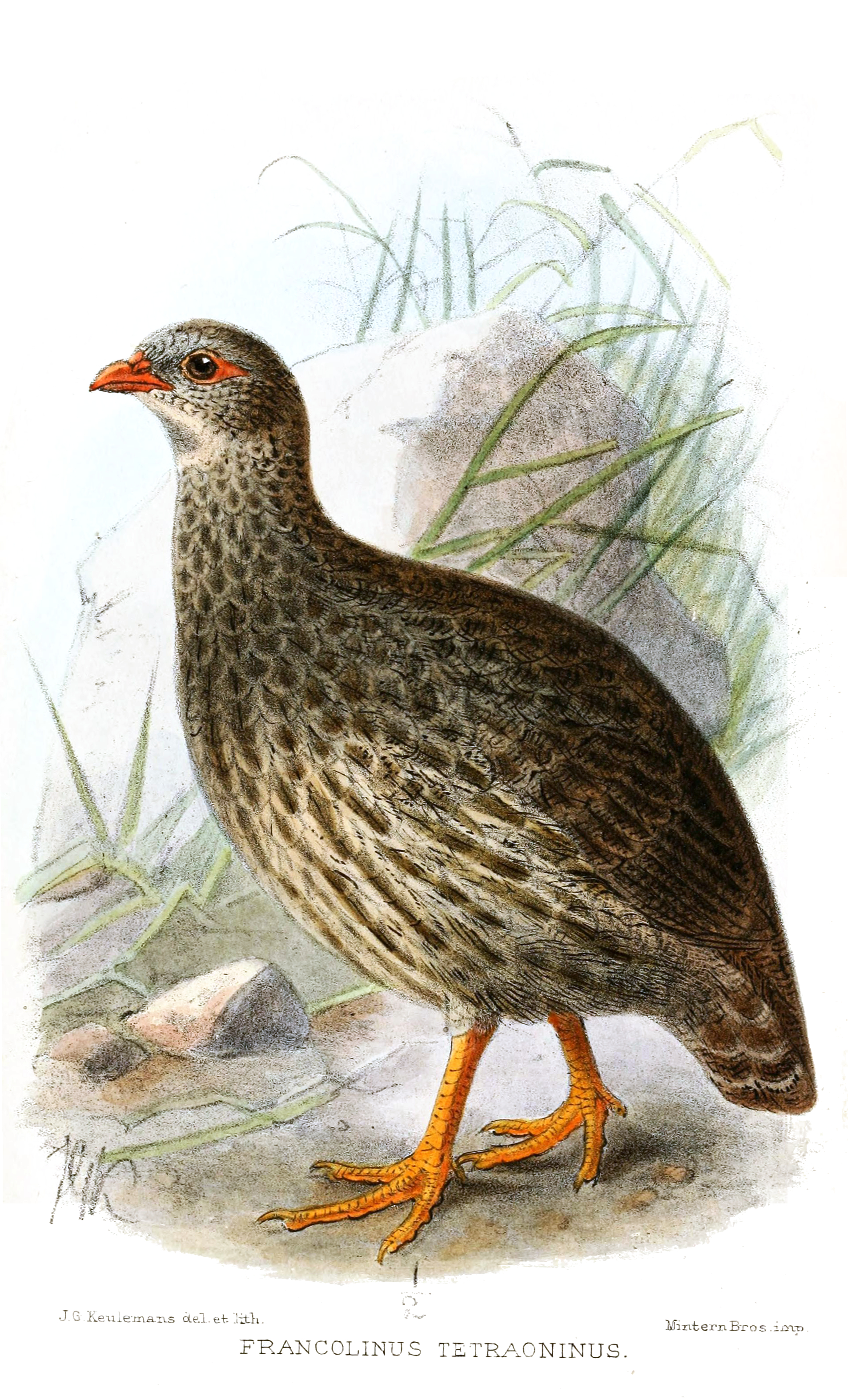
Тропічний турач

Довжина птаха становить 33 см, самці важать 372–565 г, самиці 377–515 г. Забарвлення переважно коричнево-сіре. Верхня частина тіла більш темна, поцяткована чорними смугами, скроні і центральна частина грудей світліші, горло світло-охристе. Нижня частина тіла поцяткована чорним лускоподібним візерунком. Махові пера сірі. Дзьоб темно-коричневий, очі карі, лапи червонувато-оранжеві. У самців на лапах є 1-2 шпори.

## Підвиди
Виділяють три підвиди:
- P. s. squamatus (Cassin, 1857) — від південно-східної Нігерії до півночі і сходу ДР Конго, Габону і Республіки Конго;
- P. s. schuetti (Cabanis, 1881) — від сходу ДР Конго до Уганди, центральної і південно-західної Кенії та центральної Ефіопії, північний схід і південний схід Танзанії та північ Малаві (гори Віп'я [en]);
- P. s. maranensis (Mearns, 1910) — південно-східна Кенія і північно-східна Танзанія.

## Поширення і екологія
Тропічні турачі мешкають в Нігерії, Камеруні, Габоні, Екваторіальній Гвінеї, Республіці Конго, Демократичній Республіці Конго, Судані, Південному Судані, Центральноафриканській Республіці, Ефіопії, Кенії, Танзанії, Уганді, Руанді, Бурунді, Малаві і Анголі (Кабінда). Вони живуть в густому підліску вологих тропічних лісів, на узліссях і галявинах та на плантаціях. Зустрічаються парами або невеликими сімейними зграйками, на висоті від 800 до 3000 м над рівнем моря. Живляться насінням, земрном, ягодами і безхребетними, зокрема термітами. Початок сезону розмноження різниться в залежності від регіону. В кладці від 3 до 8 яєць.